# Барнстабл (Массачусетс)
Барнстабл (англ. Barnstable) — город в американском штате Массачусетс и административный центр одноимённого округа.
Барнстабл является крупнейшим сообществом, как по площади, так и по численности населения, на полуострове Кейп-Код и является одним из тринадцати муниципалитетов Массачусетса имеющих городскую форму правления и которые пожелали сохранить «town of» в своих официальных названиях.
По данным переписи 2020 года население города составило 48 916 человек.
В черте города находится несколько посёлков (один из которых также называется Барнстабл).